# Block (Basketball)

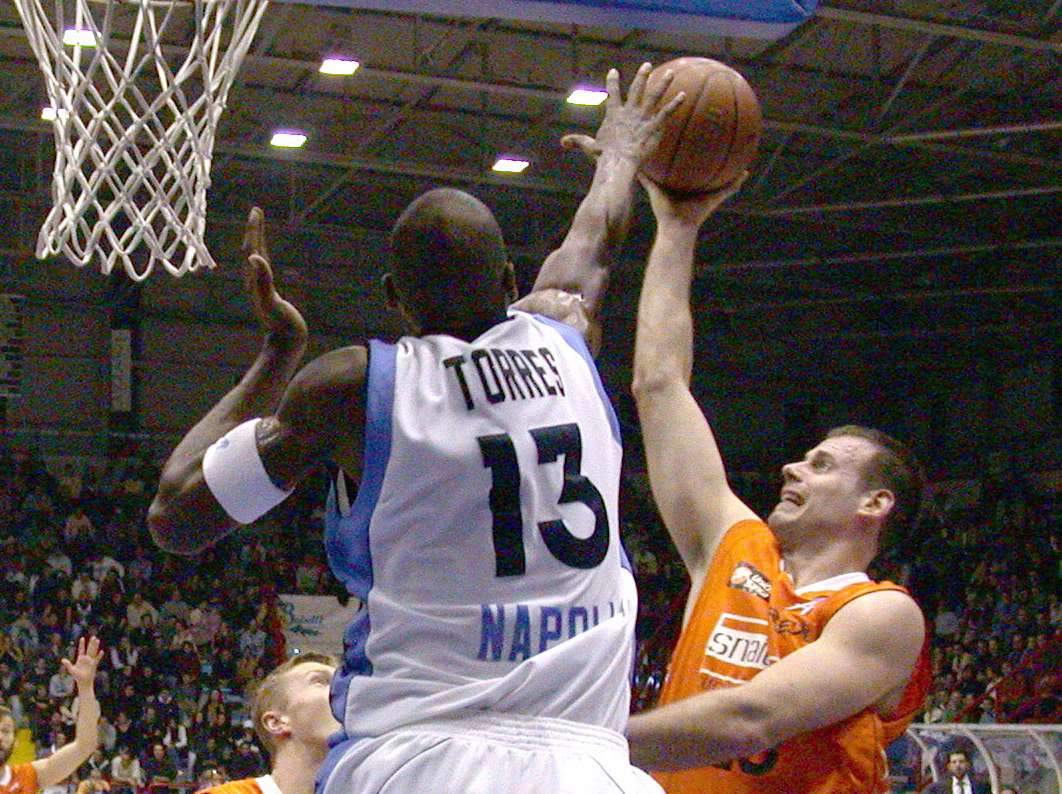
Óscar Torres bei einem Shotblock

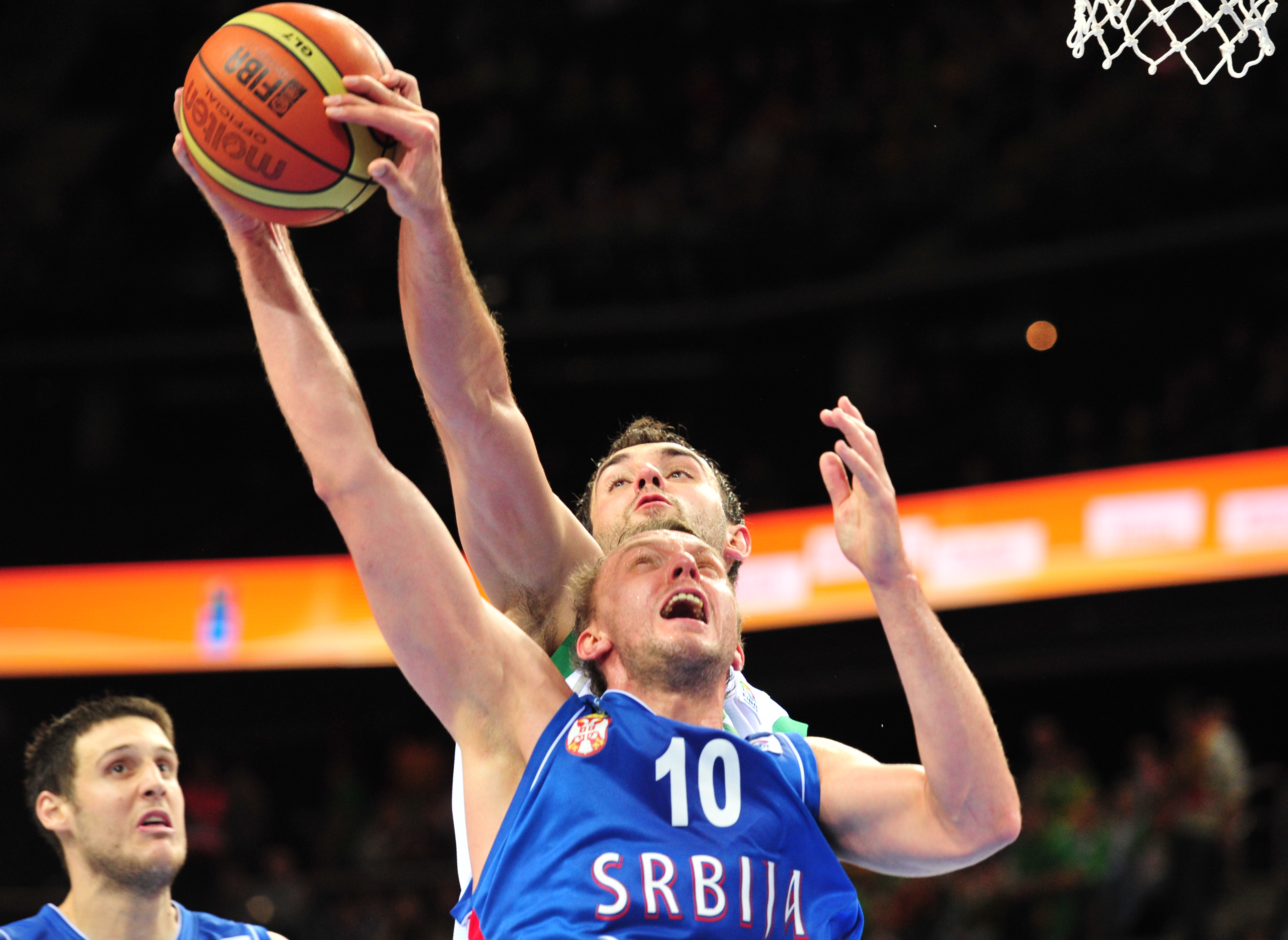
Shotblock: Mirza Begić blockt Duško Savanović bei der EuroBasket 2011

Als Block bezeichnet man beim Basketball sowohl die Veränderung der Flugbahn des Balles beim Korbversuch durch einen verteidigenden Spieler (auch Shotblock genannt) als auch das Fernhalten des ballführenden Spielers von seinem direkten Gegenspieler, indem sich ein Mitspieler in den Weg stellt und den Verteidiger dadurch fernhält, so dass der ballführende Spieler frei werfen oder vorbeiziehen kann (auch Screen oder Pick genannt).

## Begriff

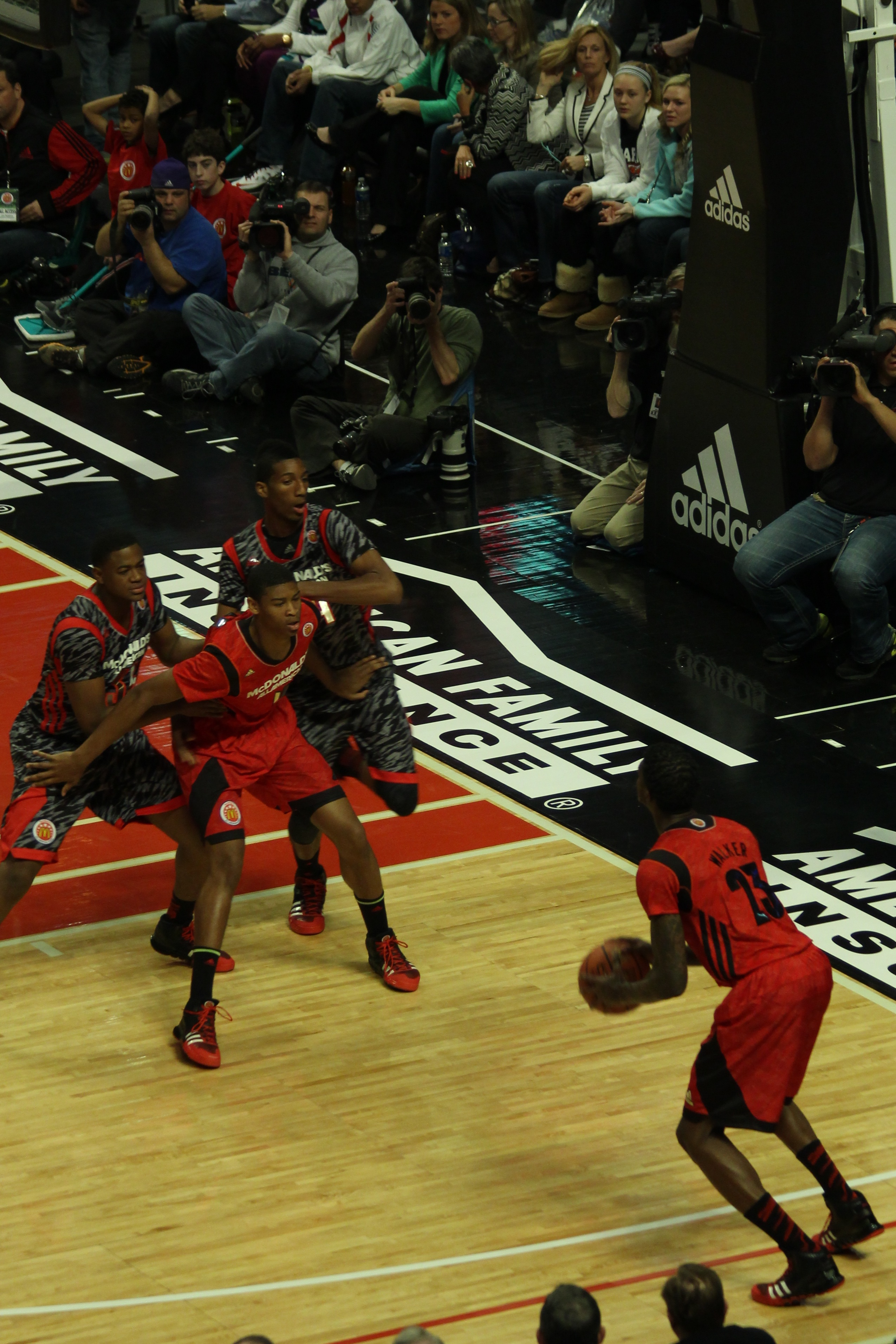
Screen: Ein Spieler blockiert zwei Gegner, um seinem Mitspieler einen offenen Wurf zu ermöglichen

Im Basketball werden zwei Blockarten unterschieden:

### Shotblock
Von einem Block in der Verteidigung (auch Shotblock genannt) spricht man, wenn ein Verteidiger einen Korbwurf der angreifenden Mannschaft unterbindet, indem er den geworfenen Ball mit seinen Händen in der Luft blockiert oder wegschlägt. Dies ist allerdings nur erlaubt, solange der Ball noch eine aufsteigende Flugbahn aufweist bzw. sich der Ball noch nicht im Fallen befindet, d. h. seinen höchsten Punkt in der aufsteigenden Phase noch nicht erreicht oder überschritten hat. Geschieht dies dennoch, handelt es sich um einen Regelverstoß, ein so genanntes Goaltending. In diesem Fall wird der Wurfversuch als gültig gewertet und die entsprechende Anzahl an Punkten dem angreifenden Team angerechnet. Die Entscheidung über einen möglichen Regelverstoß treffen dabei der oder die Schiedsrichter.
Der Shotblock erfordert Präzision und zeitliche Genauigkeit, da im Falle eines Körperkontaktes mit dem Gegenspieler während des Blockversuchs der Schiedsrichter über einen erneuten Verstoß gegen das Reglement entscheiden muss.

### Screen bzw. Pick
Beim Block im Angriff (auch Screen oder Pick genannt) wird der ballführende Spieler von seinem direkten Gegenspieler getrennt, indem sich ein weiterer Spieler des angreifenden Teams in den Verteidigungsweg stellt und den Verteidiger dadurch wegblockt, so dass der ballführende Spieler vorbeiziehen kann. Diese Art des Blocks ist Teil des im Basketball oft eingesetzten Spielzugs Pick and roll.

## Shotblock-Rekorde

### NCAA
- Meiste Blocks in der Karriere (sowohl weiblicher als auch männlicher Rekord): Brittney Griner (748)[1]

### BBL
- Meiste Blocks in einem Spiel in der regulären Saison: Ken Johnson (9)[2]

### EuroLeague
- Meiste Blocks innerhalb der EuroLeague in der Karriere: Fran Vázquez (249)
- Meiste Blocks in einem EuroLeague-Spiel: Stojko Vranković (10) am 8. Februar 2001

### NBA
Regular Season
- Meiste Blocks in einem Spiel in der regulären Saison: Elmore Smith (17)
- Meiste Blocks in einer Halbzeit: Elmore Smith, George T. Johnson und Manute Bol (jeweils 11)
- Meiste Blocks pro Spiel in einer Saison: Mark Eaton (5,56)
- Meiste Blocks pro Spiel in der Karriere: Mark Eaton (3,50)[3]
- Meiste Karriere-Blocks: Hakeem Olajuwon (3.830)[4]

Playoffs
- Meiste Blocks in einem Playoff-Spiel: Andrew Bynum, Hakeem Olajuwon, Mark Eaton (jeweils 10)

Finals
- Meiste Blocks in einem NBA-Finals Spiel: Dwight Howard (9)

### WNBA
- Meiste Blocks pro Spiel in der regulären Saison: Brittney Griner (4,0)[5]